# Le Temps Machine
Le Temps Machine est une salle de concert française située à Joué-lès-Tours dans le département d'Indre-et-Loire en région Centre-Val de Loire. 

## Historique

### La genèse (2000-2008)
Le projet d'une salle de musiques actuelles à Tours ou en proche périphérie était envisagé depuis le début des années 2000. Plusieurs associations se sont portées volontaires pour assurer une délégation de service public. C'est finalement l'association Travaux Publics, portée notamment par Rubin Steiner, qui est choisie le 27 novembre 2008,.

### Fondation (2008-2011)
L'architecte est Jacques Moussafir. Les travaux durent deux ans, à la place de l'ancienne MJC. Labélisé scène de musiques actuelles par le Ministère de la Culture, le lieu est soutenu par Tours Métropole Val De Loire, la DRAC Centre - Val De Loire, le Conseil Départemental d'Indre et Loire, la Région Centre Val De Loire, le CNV et de la SACEM. L'ouverture de la salle a lieu le 30 avril 2011,.
L'ensemble comprend une grande salle de 600 places, un club de 200 places, un patio, un centre ressource, des locaux de répétition. Un projecteur affiche également l'heure sur la façade du bâtiment lors des soirs de concert, à travers l'œuvre Bubble Clock de l'artiste lyonnais Julien Amouroux.

### Première équipe (2011-2015)
Une programmation sous l'égide de Rubin Steiner est axée sur la découverte de groupe d'avant-garde pop, rock et electro. Cette orientation jugée trop pointue est critiquée par les tutelles, et devient polémique à partir de 2014.

### Deuxième équipe (2015 à aujourd'hui)
En 2015, un changement de gouvernance est acté, avec l'Asso,,qui gère parallèlement le festival Terres du Son, et prend le relai de Travaux Publics le 1er janvier 2016,,. Depuis 2018, le directeur est Odran Trummel,.